# ワイナ・ピチュ
ワイナ・ピチュ（英語: Huayna Picchu、ケチュア語: Wayna Pikchu）は、ペルーのクスコ県、マチュピチュ地区にあるウルバンバ川付近に位置する峰。マチュ・ピチュの北側にある。

## 名称

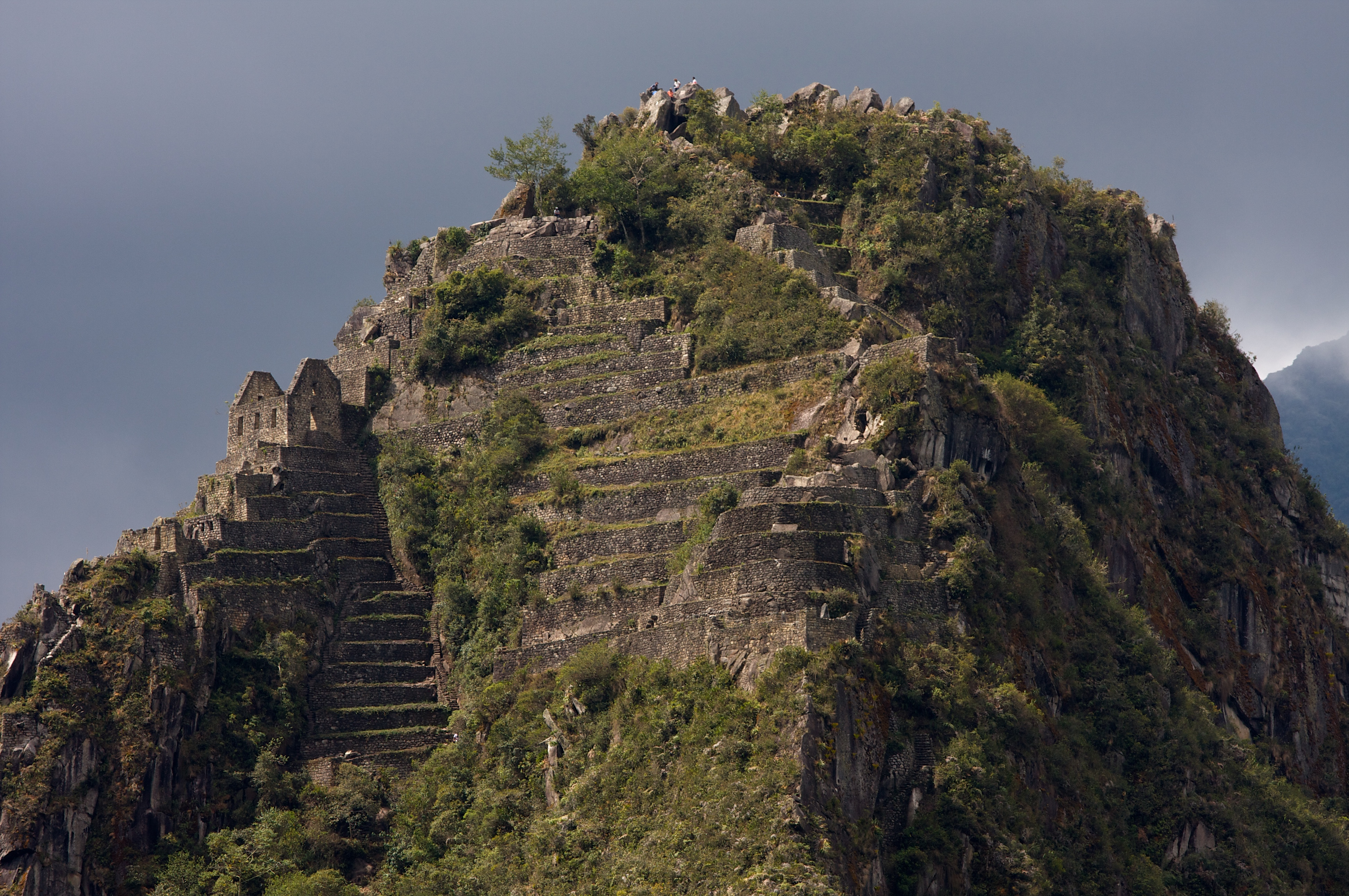
ワイナピチュの頂上

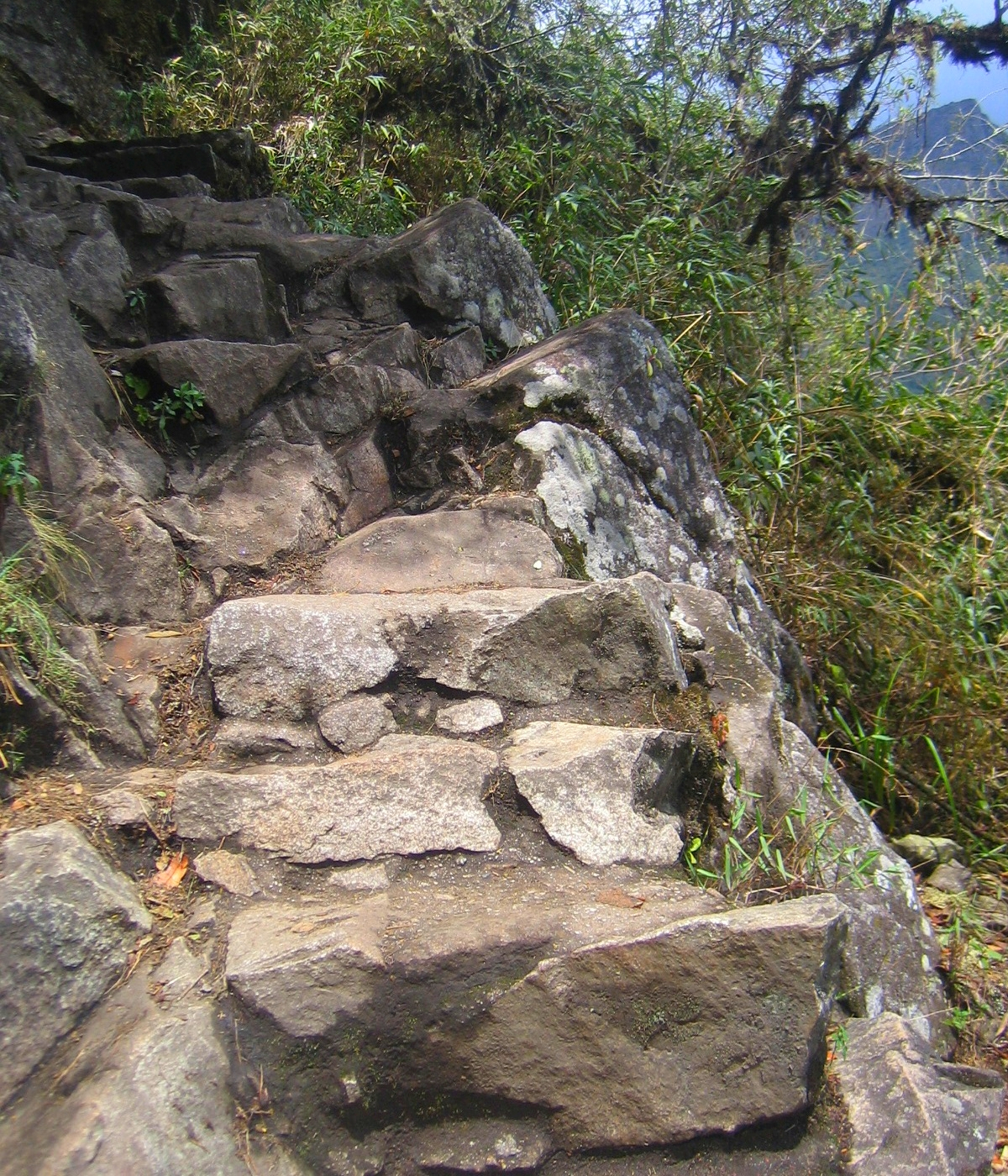
頂上までの山道

ケチュア語で「若い峰」という意味があり、ハイラム・ビンガム3世がここを訪れるまでは、「Picchu」か「Mountain」と呼ばれていた。

## 観光
ワイナピチュは一年中訪れることができるが、人数制限がもうけられており、2011年7月25日から開門の7時から10時までに200人、13時から15時までは200人までと、1日400人まで登山することが出来る。それまでは人数制限が設けられていなかったが、行き来する際に危険が生じたり、考古学の調査を中止する事態まで発展したために設けられた。山頂までの道中には手すりやロープが設置され、通過地点のマチュピチュを含めた登頂許可書があり、12歳以上の人であれば登ることができる。
登頂には50分ほどかかり、道中には、手すりがない突き出した階段や月の神殿に行く分岐点がある。山頂には住居やインカ帝国式の寺院の遺跡が残っている。

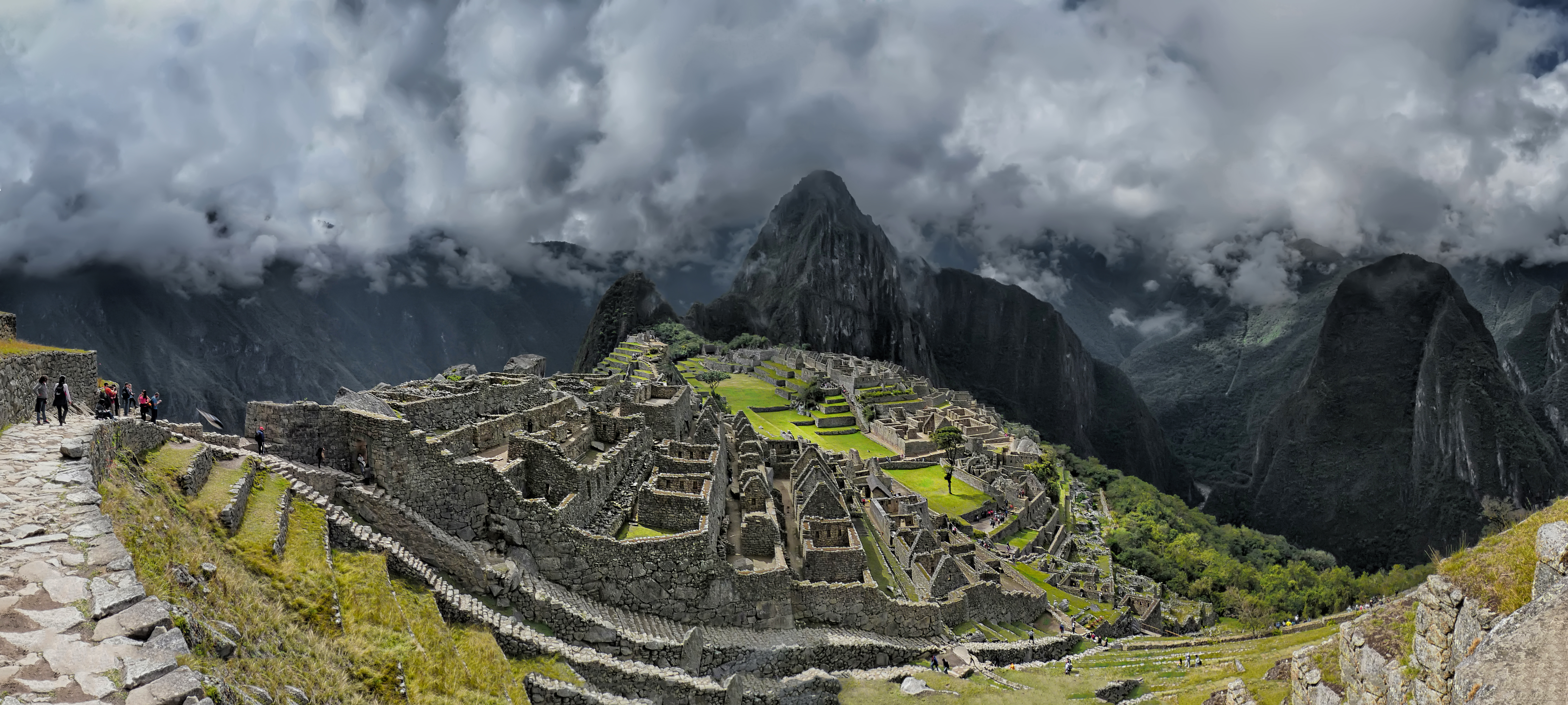
ワイナ・ピチュを背景にしたマチュピチュのパノラマビュー

## 月の神殿

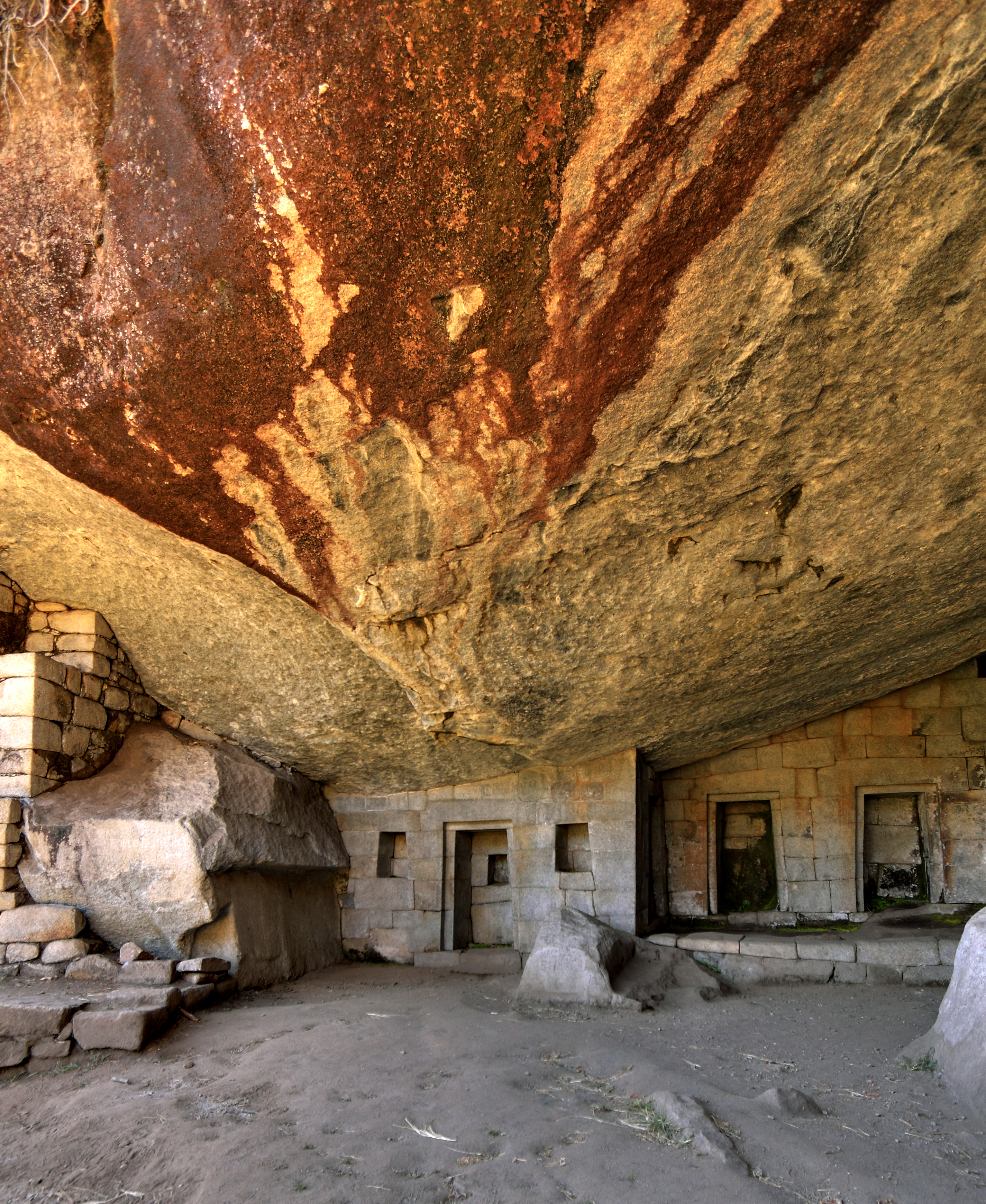
月の神殿の内部

ワイナ・ピチュの山道の途中に位置し、洞窟の中央には岩に刻まれた玉座があり、洞窟のより深い部分につながる階段がある。約1500年前に、王のミイラを埋葬するために使用されたとする説や、生け贄を捧げる場所とする説、儀式を行うための入浴施設だとする説が存在している。

## 文化
- 『アギーレ/神の怒り』では、ワイナ・ピチュ山頂までの道の途中で撮影された[13]。